# Маркион
Маркион Синопский (др.-греч. Μαρκίων; ок. 85 — ок. 160 годы) — христианский богослов, ересиарх (с позиций Православной и Католической церкви), гностик (Адольф фон Гарнак оспаривал его гностицизм), автор первой попытки составления канона Нового Завета. Основное сочинение — "Антитезы", где он развил и до предела заострил учение апостола Павла о противоположности двух Заветов Библии.

## Биография
Маркион родился в Синопе (Понт), в семье будущего христианского епископа.
Около 140 года прибыл в Рим, но вскоре, в 144 году был предан анафеме местной общиной. После этого он проникся идеями сирийского гностика Кердона и основал собственную церковь со священноначалием и таинствами, которая обрела своих последователей в Италии, Египте и на Ближнем Востоке.
О Маркионе и маркионитстве писали Ириней Лионский («Обличение лжеименного знания». Кн.1, гл. 29), Тертуллиан («Против Маркиона»), Евсевий Кесарийский, Епифаний Кипрский («Панарион». Кн. 1, т. 3), Езник Кохбаци («Опровержение лжеучений: (Речи против ересей)». Кн. 4. Опровержение ереси Маркиона) и другие церковные писатели. Много сделал для изучения его жизни и творчества Адольф фон Гарнак.

## Библейский канон
Маркион решительно отверг Ветхий Завет, утверждая, что тот повествует о немилосердном Демиурге, а предсказанный там Мессия является антихристом.
Новый Завет он разделил на:
- Евангелие — состоящее из одной книги и представляющее собой иную версию Евангелия от Луки (в которой нет первых двух глав, и имеются некоторые отличия в тексте), которую он считал аутентичным текстом.
- Апостол, в который Маркион включил:
  - Послание Галатам
  - 1-е послание к Коринфянам
  - 2-е послание к Коринфянам
  - Послание Римлянам (кроме 15 и 16 гл.)
  - 1-е послание к Фессалоникийцам
  - 2-е послание к Фессалоникийцам
  - Послание Ефесянам
  - Послание к Колоссянам
  - Послание к Филимону
  - Послание к Филиппийцам

Разделение Нового Завета на Евангелие и Апостол сохраняется в годовом круге чтения всех исторических церквей.

## Вероучение
- Докетизм: Иисус не родился, но явился людям, чтобы избавить их от власти материи. Тело Спасителя не было вещественно, так как вещество есть зло — но, вместе с тем, оно не было и одним призраком (как учили гностики): оно было действительным телом, хотя и невидимым, и облечено было во внешнюю призрачную форму, почему было чуждо страдания физического. Спасение соделано Сыном верховного Бога не живых только, но и умерших, для чего Он сходил в ад, где были избавлены от мучений язычники и ветхозаветные грешники; но ветхозаветные святые отказались послушаться Его и остались в прежнем состоянии, считая, что Христос искушает их, как их искушал прежде Демиург-Яхве.
- Дуализм: Бог Ветхого Завета не имеет ничего общего с истинным Богом — Отцом Небесным. Никакого предварительного откровения о явлении в мир этого истинного Мессии дано не было; истинного Мессию люди должны были узнать по учению и делам его. Этот сын всеблагого верховного Бога явился в Капернауме в 15-й год царствования Тиверия и, с целью обратить к себе иудеев, говорил, что он — тот Мессия, которого предсказывали пророки Демиурга. Демиург, не зная о том, кто этот Мессия, и завидуя его славе, возбудил вражду к нему между иудеями, а бог материи, дьявол, побудил и язычников соединиться с ними во вражде к Сыну Божию; таким образом, Спаситель мира был распят. Впоследствии должен и к ним прийти Мессия — Мессия Демиурга, который соберёт сынов Израиля со всех стран, создаст всемирную монархию иудеев и дарует им земное блаженство, а людей подвергнет мукам, кроме спасённых Сыном всеблагого Бога: души их будут освобождены от материи, то есть плоти, и, находясь в телах духовных, будут обитать с Богом и в Боге. Воскресение тел в их земном виде Маркион отрицал.
- Аскетизм: Маркион запрещал брак и требовал обета безусловного целомудрия при крещении, отречения от всех удовольствий, воздержания в пище до наименьшей её меры, причём безусловно запрещалось мясо и вино; особенно настаивал на непоколебимости в вере во время гонений; называл своих последователей «сотоварищами в ненависти и скорби». Маркиониты не только не избегали преследований за Христа, но нередко провоцировали их, и их община гордилась обилием своих мучеников. Кто чувствовал себя не в силах выполнять все эти требования, тот оставался в обществе маркионитов лишь на степени «оглашенного», хотя, вопреки практике церкви, и оглашенные у них допускались до всех таинств. В случае смерти оглашенного допускалась замена его для крещения другим человеком.
- По заявлениям самого Маркиона, он ничего не заимствовал ни от греческой философии, ни из учений Египта или Персии, и не признавал другого источника для религиозного учения, кроме Священного Писания (хотя Ипполит в «Философуменах» указывает в его системе черты учения Эмпедокла).

## Маркион и гностики
Несмотря на то, что Маркиона классифицируют как гностика, тем не менее в его учении была своя специфика:
- Спасение верой, а не знанием
- Буквальное, а не аллегорическое толкование Библии